# Lijst van spoorwegjargon
Dit is een lijst van woorden in het jargon dat wordt gebruikt binnen de spoorwegen. Het overzicht bevat alleen termen die typisch zijn voor de spoorwegen. Product- en merknamen zijn alleen opgenomen indien die in Nederland of België voorkomen.

## A
Aanzettrekkracht
De maximale kracht waarmee een tractievoertuig kan trekken gedurende een korte tijd vanaf stilstand (normaal 2 minuten).
ABC-raster
Opschriften op goederenwagens waarmee aangegeven wordt hoeveel lading mee kan worden genomen bij een gegeven beladingsklasse.
Adhesielok
Een loc die de aandrijfkracht uitsluitend via de wielen op de rails brengt.
Adhesiegewicht
Het gewicht van een tractievoertuig gemeten op alle aandrijfwielen. Bij moderne draaistellocomotieven vrijwel altijd het totaalgewicht.
Afbreken
Bediende cabine van de trein zodanig maken dat men kan kopmaken en aan de andere kant van het treinstel gereed kan maken.
Afremmer
Rangeerder belast met de taak van het remmen van een voertuig in een trein. Kwam voor in de tijd dat er nog geen doorgaand werkende remmen bestonden.
Afspaninrichting
Een installatie in de bovenleiding die een horizontale trekkracht uitoefent op de rijdraad om deze horizontaal te houden bij alle temperaturen.
Afvallen
Sein dat door een storing terug gaat in de stand stop (Rood)
Afstoten
Het duwen van een voertuig dat niet is gekoppeld. De locomotief stopt indien de snelheid van het voertuig voldoende is. Het voertuig rijdt dan alleen verder en wordt tot stilstand gebracht door een remschoen, een handrem bediend door een rangeerder op het voertuig of door tegen een stilstaand voertuig te rijden.
Aftrappen
Splitsen van twee treinstellen.
Asindeling of asopstelling
De configuratie van de assen van een loc waarin aangegeven welke assen zijn aangedreven, het aantal draaistellen en het aantal assen per draaistel.
Aslast
Het maximale gewicht op een as met twee wielen.
ATB
Automatische treinbeïnvloeding, systeem dat de snelheid van de trein bewaakt en bij overschrijding van de maximumsnelheid kan ingrijpen met een remming.
Auto(slaap)trein
Een trein bestaande uit een combinatie van rijtuigen en autotransportwagens voor het transport van de auto's van de reizigers. In Frankrijk alleen voor auto's zonder reizigers.

## B
Baanvaksnelheid
De maximaal toegestane snelheid op een traject.
Bagagerijtuig
Een rijtuig bestemd voor vervoer van bagage, fietsen etc.
Bak
Een deel van een spoorvoertuig, namelijk het volledige voertuig zonder wielen en/of draaistellen. Wordt soms ook als aanduiding van een volledig spoorwegvoertuig gebruikt.
Balkon
Het gedeelte van een rijtuig waar toegang wordt verleend tot de buitendeuren.
Ballastbed
Een laag steenslag (of, in oudere constructies, grind) waarin de dwarsliggers worden gelegd.
Barrijtuig
Een rijtuig voorzien van een kleine keuken, bar of cafetaria.
Beladingsklasse
Indeling van baanvakken naar aslast en tonmetergewicht. Wordt ook gebruikt in het ABC-raster.
BH
De beschermkap van een Scharfenbergkoppeling. Zo genoemd door rangeerders vanwege de vorm van een kledingstuk.
Biels
Een houten dwarsligger waarop beide spoorstaven worden gemonteerd, eigenlijk het meervoud van biel (= Franse woord voor balk).
Blok
Een sectie in een spoorlijn die wordt begrensd en beveiligd door seinen.
Boemel
Een stoptrein die slechts enkele keren per dag rijdt.
Bok
Cabine van waaruit de machinist de trein bestuurt.
Bovenbouw
Het geheel van ballastbed, biels en spoorstaven.
Bovenleiding
Een systeem van draden boven het spoor waarop de voedende elektrische spanning staat.
Breedspoor
Spoor met een spoorwijdte van meer dan 1435 mm.
Broodje
Zie vrijbalk.
BS
Bovenkant van de spoorstaaf; wordt als referentie gebruikt bij hoogtemeting van materieel en infrastructuur.
Buffer
Verende constructie die de drukkrachten tussen gekoppelde rijtuigen/locs opvangt.
Bufferbalgen
De rubberen afdichting tussen twee gekoppelde rijtuigen.
Bufferbalk
Balk waarop de buffers, koppeling en luchtslangen zijn gemonteerd. Eventueel met locnummer.
Bulktreinen
Goederentreinen bestaande uit één type goederenwagon voor het vervoer van losgoed, bijvoorbeeld erts- en kolentreinen.
Bult
Plek waar het heuvelproces plaatsvindt

## C
Coach
De stoelen in een rijtuig met middengang zijn zo geplaatst dat de reizigers allemaal dezelfde kant op kijken.
Combineren
Het koppelen van treinstellen.
Compartiment
Algemene uitdrukking voor een afgesloten ruimte binnen een rijtuig, kan bijvoorbeeld een coupé zijn.
Conducteur
De conducteur is in Nederland verantwoordelijk voor de trein; de taken zijn onder andere het sluiten van de deuren, geven van het vertreksein, service verlenen aan de reizigers en vervoerbewijzen controleren.
Couchette
Een coupé met zitplaatsen die voor de nacht worden omgeklapt tot ligbanken, minder luxueus dan een slaaprijtuig, dat van bedden is voorzien.
Coupé
Een afgesloten compartiment met zitplaatsen dat toegankelijk is via de zijgang.

## D
Derde rail
Een rail in het midden of de zijkant van het spoor waarop de voedende elektrische spanning staat.
Diensthalt
Een stop van een trein waarbij de reizigers niet kunnen in-/uitstappen, bijvoorbeeld om een machinist te wisselen.
Diensttrein
Een trein voor het vervoer van spoorwegpersoneel.
Diesellocomotief
Een locomotief die in de eigen energiebehoefte kan voorzien door middel van dieselmotor(en).
Doorgaand rijtuig
Een rijtuig dat achtereenvolgens met verschillende treinen meerijdt, om zodoende een overstapvrije verbinding te bieden op trajecten waar te weinig passagiersaanbod is voor een complete trein.
Doorloopkop
Een koprijtuig waarvan de voorzijde voorzien is van een cabine en van een doorgang voor reizigers naar een eventueel gekoppeld rijtuig.
Doorschietafstand
De afstand die een trein aflegde nadat hij een rood sein passeerde.
Doorschietweg of -lengte
Een verlenging van de rijweg van een trein na een rood sein, zodat een trein die na een rood sein doorschiet geen gevaar veroorzaakt.
Draagkabel
De kabel van de bovenleiding die het systeem draagt en tevens voor elektrische geleiding zorgt.
Draaischijf
Een installatie waarmee binnen een zeer beperkte ruimte spoorwegmaterieel van spoor kan wisselen of kan worden gekeerd.
Draaistel
Een constructie waarin meerdere assen zijn ondergebracht en waarop het rijtuig/loc/wagen is opgelegd; het draaistel kan draaien ten opzichte van de wagenbak.
Draisine
Een draisine is een klein aangedreven railvoertuig, meestal te licht om voor het trekken van wagons benut te kunnen worden. Draisines worden gebruikt voor inspectieritten, om de spoorarbeiders naar de plaats van de spoorwerken te brengen en dergelijke. Het vervoermiddel werd uitgevonden door Karl von Drais.
Drukdicht
Speciale uitvoering voor met name hogesnelheidstreinen die moet voorkomen dat drukgolven, veroorzaakt door passerende treinen of tunnels, het interieur bereiken.
Dubbel enkelspoor
Een spoorlijn van twee sporen waarvan beide sporen geschikt zijn om in beide richtingen te gebruiken en beide sporen een volledige autonome enkelspoorbeveiliging hebben.
Dubbeldekstrein
Een dubbeldekstrein is een trein met boven elkaar liggende reizigerscompartimenten. Het voordeel van een dubbeldekstrein is dat meer reizigers kunnen worden vervoerd zonder dat daar extra spoorcapaciteit of perronlengte voor nodig is. Dubbeldekstreinen zijn hoger dan enkeldekstreinen. Bijna het hele omgrenzingsprofiel wordt benut.
Dubbelloc
Een loc die bestaat uit twee vast gekoppelde identieke locs.
Dubbelspoor
Een spoorlijn die bestaat uit twee sporen, elk spoor wordt meestal voor één verkeersrichting gebruikt.
Dubbeltractie
Een trein laten trekken door meerdere, meestal identieke locs, die bediend worden door middel van een stuurstroomkabel vanuit de voorste loc (zie ook Voorspan).
Dwarsligger
Ligger van hout, beton en/of staal waarop de spoorstaven worden gemonteerd.
Dwergsein
Een laag driehoekig sein geplaatst op de grond naast het spoor of door omstandigheden op het perron.
Dubbeldeksaggloregiomaterieel
Treinstel van de Nederlandse Spoorwegen

## E
Eilandperron
Een perron dat aan beide zijden wordt omsloten door een spoor.
Elektrische locomotief (E-loc)
Een locomotief die in de energiebehoefte voorziet door middel van een externe stroomvoorziening vanaf de spoorbaan.
Emplacement
Gebied met opstelsporen.
Engels wissel (Engelsman)
Een kruising van twee sporen waarbij tevens van spoor kan worden gewisseld.
Enkelspoor
Een spoorlijn die bestaat uit een spoor waarover het vervoer in beide richtingen plaatsvindt.
ERTMS
European Rail Traffic Management System; Europese standaard voor verkeersbegeleidingsysteem.
ES-las (Elektrische scheidingslas)
Een verbinding tussen aansluitende spoorstaven die deze elektrisch van elkaar isoleert
ETCS
European Train Control System; automatische treinbeïnvloedingssysteem volgens Europese standaard.
Euro balise
Onderdeel van het ERTMS, grondbaken.
Euroschuitje
Een Europese standaarduitvoering van het sleepstuk van een pantograaf.

## F
Flens
De opstaande rand aan de binnenrand van het treinwiel.
Frietkraam
De hoogspanningsruimte in de machinekamer van de locomotieven serie 1600 en 1700
Frontsein
1) Tijdens de rit: Drie brandende witte of gele lichten aan de voorzijde van een trein, genaamd" A-frontsein".
2) Bij het uitvoeren van rangeerwerkzaamheden: ten minste een brandend wit licht aan de voor- en achterzijde van het rangeerdeel.

## G
Gelede loc
Een loc die bestaat uit twee delen rustend op drie draaistellen.
Gemengde tractie
Trein, meestal zware goederentrein, getrokken door twee verschillende locomotieven die niet in treinschakeling kunnen rijden.
Gemengde trein
Trein samengesteld uit personenrijtuigen en goederenwagens.
Gemengde goederentrein
Trein samengesteld uit verschillende soorten goederenwagons van/voor diverse verladers.
Getrokken rijtuigen (ook wel getrokken mat)
Een eenheid met als functie het bieden van plaatsen ten behoeve van reizigers, heeft geen eigen tractie en geen eigen energievoorziening.
Getrokken trein
Een samenstelling van (een) loc(s) en rijtuigen.
Goederenwagen
Een eenheid met als functie het bieden van vrachtruimte, heeft geen eigen tractie.
Grondstation
Trafohuis voor de stroomvoorziening van de bovenleiding.

## H
Halfje
Een enkelvoudig wissel.
Hangdraden – Hulpdraagkabels
De verticale draden waarmee de rijdraad aan de draagkabel hangt.
Halteren
Het stoppen van een trein op een halte of station.
Hc (uitgesproken als ha-see)
Afkorting voor hoofdconducteur.
Heuvelen
Het rangeren van goederenwagens door ze zelfstandig van een heuvel te laten afrollen.
Hoofdwerkplaats
Een werkplaats voor groot onderhoud tot complete revisie van rollend materieel.
Hybride locomotief
Een locomotief met zowel een dieselmotor als de mogelijkheid gevoed te worden via een externe stroomvoorziening vanaf de spoorbaan.

## I
ICE
InterCity Express: hogesnelheidstrein van de Duitse Spoorwegen.
Incorrecte/Scheve kwartierdienst
Een opeenvolging op een bepaald baanvak van vier treinen per uur die niet regelmatig verdeeld zijn over elke 15 minuten van het uur (00'/15'/30'/45'), maar in een ligging van bijvoorbeeld 00'/20'/30'/50' of 00'/07'/30'/37'.
Inhaalspoor
Een extra spoor waarop langzame treinen wachten om snellere treinen over het doorgaand spoor te laten passeren.
Intercity
Een trein die stopt op de stations van grote steden en niet of weinig op tussengelegen stations.
Inwachten
Het wachten van een trein totdat de spoorlijn beschikbaar/vrij is.
Intercitymaterieel
Treinstel van Nederlandse Spoorwegen

## J
Jacobsdraaistel
Een samenstelling waarbij twee rijtuigen op een gezamenlijk draaistel rusten.
Jojoën
Het uit een spoortunnel gestrande goederen of reizigerstrein trekken door heen en weer te rijden om zo vaart te maken.
Juk
Zie Stootjuk.

## K
Kaapspoor
Spoor met een spoorwijdte van 1067 mm.
Kantelbaktrein
Een systeem waarbij de carrosserie van de trein in de bochten tegenhangt om de centrifugale krachten te compenseren met als doel het halen van hogere snelheden.
Keerspoor
Een keerspoor is een kopspoor speciaal bestemd voor het keren van treinen, metro's of trams.
Ketelwagen
Een wagen bestemd voor het vervoer van vloeistoffen.
Kloot, wisselkloot
Een contragewicht op een handwissel dat het wissel in de uiterste positie houdt, zowel links- als rechtsleidend.
Klotengooier
Rangeerder.
Knalsein
Een explosief dat op de rails wordt gelegd om een rijdende trein bij zeer dichte mist of calamiteit te waarschuwen.
Knippen
Het splitsen van een lange trein om in aparte delen te rangeren.
Knuppel
Houten stok om losgedraaide koppelingen tussen goederenwagens te ontkoppelen.
Knuppelaar
Rangeerder.
Koerswagen
Enkele rijtuigen die van de trein worden losgekoppeld en die met een andere trein verdergaan naar een andere bestemming. Germanisme voor doorgaand rijtuig.
Koersbord
Informatiebord voor de reiziger, gemonteerd met klemmen aan de zijkant van het rijtuig. Hierop staat vermeld de vervoerder en route die trein gaat rijden, t.w. het station van vertrek, de halteplaatsen en de eindbestemming. De borden zijn te verwisselen naargelang de route en bestemming.
Kopmaken
Bij enkele voertuigen of treinen met cabines de handelingen die worden verricht om de trein voor te bereiden voor het rijden in de andere rijrichting.
Koppeling
Een verbinding tussen voertuigen die trekkrachten kan opnemen. Zie ook schroefkoppeling, automatische koppeling.
Koppelwagen
Een platte goederenwagen met aan een kant een schroef- en aan de andere kant een eenvoudige Scharfenbergkoppeling, om met een loc treinstellen te kunnen verplaatsen.
Koprijtuig
Een rijtuig in een treinstel of trek-duwtrein voorzien van een machinistencabine.
Kopstation
Een station waarvan alle sporen aan het eind van het perron eindigen.
Kruiswissel
Een constellatie van vier wissels en een kruising tussen twee sporen waarmee in beide richtingen van spoor kan worden gewisseld.
Krom binnenkomen
Via een middenspoor en wissel langs een perron rijden of tot stilstand komen.
Kunstwerk
Bouwkundige voorziening van een spoorlijn zoals bruggen, tunnels etc.

## L
Landen
Aankomen of arriveren op een (eind) station of emplacement.
Langdraaien
Koppelingen lossen tussen goederenwagons. Voorkomt ontsporen in bogen met kleine radi. (700 meter of minder).
Las
Een verbinding tussen aansluitende spoorstaven.
Leeg materieel
Materieel dat tijdelijk niet in gebruik is voor reizigers.
Leerling of Aspirant machinist
Een in Nederland gebruikte aanduiding voor de stoker van een stoomlocomotief, meestal promoveerde hij later tot machinist.
Lichterlocomotief
Ook wel opdrukloc, zie aldaar.
Ligrijtuig
Een rijtuig bestaande uit coupés voorzien van omklapbare ligbanken; ook wel couchetterijtuig, minder luxueus dan een slaaprijtuig.
Lijnwerkplaats
Een werkplaats voor eenvoudig onderhoud aan rollend materieel.
Linkerspoorbeveiliging
Een spoorlijn met twee sporen waarvan beide sporen geschikt zijn om in beide richtingen te gebruiken, en de linkerrijweg is beveiligd met voorsein en hoofdsein.
LOB
Lengte over buffers, de totale lengte van een rijtuig/loc gemeten over de buffers.
Loctrein
Een trein die louter bestaat uit een of meer locomotieven, die niet allemaal tractie leveren.
Loc of Lok
Afkortingen van Locomotief.
Locomotief
Een spoorvoertuig met als enige functie het leveren van tractie, meestal voorzien van cabines aan beide zijden; een veel gebruikte afkorting is loc.
Locwissel
Het vervangen van de locomotief tijdens de reis; de nieuwe loc wordt aan dezelfde kant bijgeplaatst.

## M
Machinist
De bestuurder van de trein.
Mat
Rollend materieel.
Meester
Machinist.
Meterspoor
Spoor met een spoorwijdte van 1000 mm.
Middengang
Het gangpad van het rijtuig loopt in het midden, het rijtuig bestaat uit een open ruimte met stoelen aan beide zijden van het gangpad.
Motorpost, Motorpostwagen
Een rijtuig voorzien van een tractie-installatie en ruimte voor het vervoeren en, vroeger, sorteren van poststukken.
Motorrijtuig
Een onderdeel van een treinstel waarin de tractie-installatie is ondergebracht.
Motorwagen
Een spoorvoertuig voorzien van een tractie-installatie en een reizigerscompartiment.
Multisysteem
Een E-loc of treinstel geschikt voor verschillende voedingsspanningen.

## N
Natrein
Een extra trein die hetzelfde traject rijdt en enkele minuten na de originele trein vertrekt. Wordt vaak bij drukte ingezet.
Nevenspoor
Spoor naast het te berijden spoor.
Normaalspoor
Spoor met een spoorwijdte van 1435 mm.

## O
Ombouwen
Het in de tegengestelde richting ten opzichte van de oorspronkelijke richting laten rijden van een trein.
Omgrenzingsprofiel
De maximaal toegestane breedte- en hoogtematen van locs/rijtuigen/wagens; dit houdt verband met de beschikbare ruimte in tunnels en langs perrons etc. Wordt ook 'profiel van de vrije ruimte' genoemd.
Omhalen/overhalen
Treinstel(len) rangeren naar een ander (opstel)spoor
Omlopen
Het rijden van de loc van de ene kopkant van de trein naar de andere.
Opbouwen
Cabine van de rijrichting gereed maken voor het vertrek.
Opdrukken
1) Vanaf de achterzijde van een trein met een loc de trein duwen, ter assistentie van een loc aan de voorzijde.
2) Het aandrukken van een reeks goederenwagons om deze spelingvrij te kunnen aankoppelen.
Opdrukloc
Lichterlocomotief. Een loc die aan de achterzijde van de trein wordt bijgeplaatst ter ondersteuning van de loc aan de voorzijde om een steile helling te beklimmen.
Opstelspoor
Een stuk spoor waarop materieel kan worden opgesteld, meestal overnacht.
Opstelterrein
Een terrein met meerdere opstelsporen.
Opzending
Rijtuig(en)/loc(s) die mee worden gevoerd in een trein zonder dat deze in dienst zijn en/of tractie leveren; in opzending.
Overloopwissel
Twee wissels direct aan elkaar waarmee bij men van naast elkaar liggende sporen van spoor kan wisselen.
Overnemen
Als een trein blijft wachten op een vertraagde trein, zodat de reizigers nog kunnen overstappen, dan zegt men dat de aansluiting wordt overgenomen. Dit gebeurt als de vertraging gering is, als het gaat om de laatste trein van de dag en als de gevolgen voor de dienstregeling gering zijn.

## P
Panoramarijtuig
Een rijtuig met extra grote vensters om de reizigers een uitgebreide blik op de omgeving te geven.
Pad
Een geplande rit van a naar b die aangevraagd dient te worden bij Prorail, om ingelegd te worden in de routeplanning van de reguliere treindienst.
Pantograaf
Een stroomafnemer voor gebruik in combinatie met bovenleiding; zo genoemd vanwege de geometrie.
Perronspoor
Een spoor dat langs een perron loopt.
Plaat
De vloer van het machinistenhuis van een stoomloc of dieselloc met een middencabine, ook wel voetplaat genoemd.
Polygonisatie
Het op vele plaatsen minimaal afvlakken van de wielband waardoor er een rammelend geluid ontstaat. Komt bijna alleen voor bij wielstellen met schijfremmen.
Post T
De plaats waar de treindienstleider zijn werk verricht. Zie echter ook verkeersleiding.
Postrijtuig
Een rijtuig bestemd voor het vervoer en sorteren van poststukken.
Pukkel
Het (contra) gewicht van een handmatige (spoor)wissel.

## R
Rangeerheuvel
Een verhoging in het spoor waaraf goederenwagens door de zwaartekracht naar beneden rollen.
Rangeerterrein
Emplacement speciaal ingericht voor het rangeren.
Raccordement
Emplacement met afgesloten deel, b.v. fabrieksterrein, toegankelijk d.m.v. spoorpoorten.
Rangeren
Het samenstellen van een trein door het in de juiste volgorde koppelen van wagens of rijtuigen.
Radioloc
Locomotief met radiografische besturing zodat de rangeerder zelf de loc kan bedienen op afstand. Mocht de loc geen verbinding meer maken met de afstandbediening, dan schakelt de loc automatisch af. Pas als de afstandbediening zich weer binnen bereik van de loc bevindt en radioverbinding heeft, kan de bediener de afstandbediening weer handmatig inschakelen en het rangeren hervatten.
Railstoel
Kikkerplaten met schroefbouten om de spoorstaaf (rail) op de biels te bevestigen.
Remgewicht
Natuurkundig incorrecte eenheid voor de remkracht van een spoorvoertuig.
Remproef
Dient te worden uitgevoerd na het beladen van de goederentrein voor vertrek.
Remmer
Rangeerder; ook: bedienaar van de handrem op treinen die vroeger geen doorgaande automatische luchtdrukrem bezaten.
Remopschriften
Opschriften op spoorvoertuigen waarmee de aanwezige remsystemen en de mogelijke instelling worden gegeven.
Rempercentage
Verhouding van het remgewicht ten opzichte van het treingewicht. Ook wel remverhouding.
Restauratierijtuig
Een rijtuig voorzien van een keuken en zitplaatsen aan tafels waar maaltijden worden geserveerd.
Referentiesnelheid
De maximaal toegestane snelheid op een traject.
RIC
Internationale overeenkomst ten behoeve van uitwisseling van personenrijtuigen op het Europese vasteland.
RID
Reglementering betreffende het vervoer van gevaarlijke goederen.
Rijdraad
De draad(en) van de bovenleiding die het feitelijke contact met de pantograaf heeft.
Rijtuig
Wagen bestemd voor reizigersvervoer.
RIV
Internationale overeenkomst ten behoeve van uitwisseling van goederenwagens op het Europese vasteland.
Roestrijden
Het berijden van sporen en wissels om roestvorming tegen te gaan.
Rollend materieel
Verzamelnaam voor alle railvoertuigen (locomotieven, rijtuigen, wagens, treinstellen etc.).
Rongenwagen
Een platte open wagen voorzien van opstaande staven om de lading te borgen.

## S
Salonrijtuig
Een rijtuig bestaande uit een salon voor luxe reizen.
Sandwich stam
Locomotief-rijtuigen-locomotief, zoals gebruikelijk is bij de Intercity Direct.
Schuitje
Koolstofstrip van een stroomafnemer.
Sein
Een licht, bord of teken dat een boodschap aan treinmachinisten geeft.
Shunter
Rangeerder.
Slaaprijtuig
Een rijtuig bestaande uit coupés voorzien van bedden en zitplaatsen, luxueuzer dan een ligrijtuig.
Slaaptrein
Een trein die een traject in de nacht aflegt en is samengesteld uit slaap- en/of ligrijtuigen.
Sleuf
Een diepe inkerving of uitgraving, hetzij in de aarde, hetzij in gebergte, waarin een spoorlijn ligt en treinen rijden.
Slof
Speciaal gevormd blok die op de rail gelegd wordt om goederenwagons tot stoppen te brengen.
Sloffer
Rangeerder belast met de taak van het afremmen van goederenwagons nadat deze van de rangeerheuvel zijn afgelopen.
Sluitsein of sluitlicht
1) Twee brandende rode lichten aan de achterzijde van het laatste rijtuig.
2) Een rechthoekig bord met daarin rode- en witte driehoeken, geplaatst aan de achterzijde van de laatste goederenwagon.
Smalspoor
Spoor met een spoorwijdte van minder dan 1435 mm.
Sneltrein
Een reizigerstrein die niet op elk station stopt.
Spanningssluis
Een inrichting in de bovenleiding die twee verschillende spanningssystemen van elkaar scheidt. Soms uitgevoerd door een fysieke scheiding, soms door een stuk geaarde bovenleiding tussen de rijdraden.
Spinnenkop
Een leidingonderbreker van de bovenleidingsdraad.
Spoorhaven
Een haven voor de overslag van goederen of overstappunt op een spoorpont.
Spoorstaaf
Een stalen staaf of rail waar het wiel van een spoorvoertuig op rijdt.
Spoorspatting
Vervorming van het spoor door overmatige uitzetting veroorzaakt door hele hoge buitentemperaturen.
Spoorweghaven
Zie spoorhaven.
Spoorwegongeval
Een ongeval op een spoorweg. Hierbij kunnen een of meer treinen betrokken zijn, een trein en een auto, of een trein en een ander voorwerp of persoon. Er kan sprake zijn van ontsporing en/of botsing.
Spoorwijdte
Afstand tussen de binnenkanten van de beide spoorstaven, gemeten op 14 mm onder het denkbeeldige vlak dat bovenop beide spoorstaven ligt.
Sprinter
Oorspronkelijk: een materieeltype dat onder andere werd gebruikt in de Zoetermeerljn. Thans een reizigerstreinsoort die op (bijna) elk station stopt, sinds 2011 de algemene naam voor de stoptrein bij de Nederlandse Spoorwegen.
Stadsgewestelijk Materieel
Een bijnaam voor een serie treinstellen; inmiddels in Nederland ook een treincategorie.
Stam
Ook tegenwoordig set genoemd.
Een vaste samenstelling van wagons en/of rijtuigen in een trein.
Stoker
Bemanningslid van een stoomlocomotief die de stoomketel van brandstof en water voorziet en meestal ook voor klein onderhoud zorgt. In Nederland leerling-machinist genoemd.
Stoomlocomotief
Een locomotief die voortbeweging genereert door middel van een aangebouwde stoommachine met twee of meer cilinders.
Stoptonend sein
Een spoorwegsein dat opdracht geeft om te stoppen.
Stoptrein
Een reizigerstrein die op (bijna) elk station stopt. Deze term wordt niet meer gebruikt door de Nederlandse Spoorwegen, wel door de regionale vervoerders.
Stoot- en trekwerk
Het geheel van buffers en trekhaak
Stootblok of stootjuk
Een constructie, geplaatst aan het einde van een spoor, die railvoertuigen tot stilstand kan brengen die onbedoeld te ver rijden. Meestal als een stevige constructie uitgevoerd, soms met hydraulische reminstallaties.
Strengelspoor
Twee overlappende sporen; een of beide (in geval van een combinatie van verschillende spoorwijdtes) spoorstaven van het ene spoor ligt tussen de spoorstaven van het andere spoor.
Stroomafnemer
Algemene uitdrukking voor een beweegbaar onderdeel dat contact houdt tussen de loc en de stroomgeleider boven of naast de spoorbaan.
STS
Stoptonend sein, een spoorwegsein dat opdracht geeft om te stoppen.
STS-passage
Ongeoorloofde passage van een stoptonend sein.
Stuurstand, informeel bok
De inrichting aan de kop van een trein van waaruit de trein wordt bediend.
Stuurstandrijtuig, koprijtuig
Een rijtuig voorzien van een stuurstand van waaruit de duwende locomotief met behulp van de stuurstroomkabel wordt bediend.
Stuurstroomkabel
Een kabel gemonteerd nabij de koppeling met een meerpolige stekkerdoos om identieke locomotieven geschikt te maken voor dubbeltractie, dat wil zeggen bediening vanuit de voorste loc. Soms zijn ook rijtuigen voorzien van zo'n kabel in het geval van een trek-duwtrein.
Stuurtafel
Instrumenten- en bedieningspaneel voor treinbesturing. Zie ook stuurstand.

## T
Tandrad
Een inrichting op de as, tussen de wielen, van een loc of motorwagen, die op mechanische wijze de aandrijfkracht overbrengt op de tandstaaf.
Tandradbaan
Een spoorlijn voorzien van een tandstaaf; dit zijn meestal steile trajecten in berggebieden.
Tandstaaf
Een inrichting tussen de spoorstaven waarop de loc of motorwagen op mechanische wijze de aandrijfkracht brengt.
Tegenspoor
Enkel gebruikt in België: het berijden van het spoor gelegen naast het normale spoor van een dubbelsporig traject, meestal het rechterspoor (in België rijden treinen links). Lichtseinen op dit spoor knipperen.
Tender
Wagen achter een stoomlocomotief, voor brandstof en water. Meestal als eenheid aan de locomotief gekoppeld.
TGV
Train à Grande Vitesse: hogesnelheidstrein van de Franse spoorwegen.
Thalys
Een productnaam voor een TGV-derivaat waarmee voornamelijk verbindingen tussen Parijs, Brussel, Amsterdam en Keulen werden verzorgd (thans: Eurostar).
Tonmetergewicht
Maat voor het gewicht dat een spoorbaan kan dragen. Wordt gebruikt bij de beladingsklasse.
Tramophanging
Een motorophangingsconfiguratie die veel gebruikt wordt bij tractievoertuigen.
Treingewicht
Totale gewicht van een trein inclusief lading.
Treinleiding
Luchtdrukleiding die door de hele trein loopt. Door de lucht te laten ontsnappen zullen alle wagens remmen.
Treinnaam
Sommige (vooral internationale) treinverbindingen hebben ter herkenning namen; de heen- en terugverbinding hebben dezelfde naam.
Treinnummer
Elke trein heeft een uniek nummer, verschillend nummer voor de heen- en terugverbinding.
Treinramp
Een spoorwegongeval waarbij een groot aantal dodelijke slachtoffers valt.
Treinschakeling
Schakeling waarin meerdere aan elkaar gekoppelde locomotieven of treinstellen als één geheel bestuurd kunnen worden.
Treinsoort
Treindiensten worden ingedeeld in soorten of categorieën afhankelijk van snelheid, aantal tussenhaltes en comfort.
Treinstam
Een semivaste samenstelling van een treinstel of een trek-duwcombinatie.
Treinstel
Een autonoom inzetbare eenheid van meerdere rijtuigen die permanent zijn gekoppeld en waarover de tractie-installatie en reizigerscompartimenten zijn verdeeld, voorzien van cabines aan beide zijden.
Trek-duwtrein
Een trein samengesteld uit een loc en een stuurstandrijtuig of een trein met aan beide zijden een loc, die kan keren zonder de locomotief om te rijden.
Trekhaak
Een haak waarover de koppeling wordt gehangen; is beweeglijk bevestigd aan de carrosserie van het rijtuig/loc.
Tuin
Het emplacement van een station.
Tweedetreinsituatie
De onterechte veronderstelling dat de overwegbomen voor de ene trein dalen en iemand denkt een overweg nog net over te kunnen steken, terwijl er ook (vaak met hoge snelheid) een andere trein de overweg gaat passeren.

## V
Verkanting
Het hellen van de spoorbaan in een boog om de centrifugale kracht gedeeltelijk te compenseren.
Verkeerd spoor
Een trein die, op een dubbelsporige lijn, over het andere dan het gebruikelijke spoor rijdt.
Versterkingsrijtuig
Rijtuig dat voor een gedeelte van de route wordt bijgeplaatst.
VETAG
Vetag staat voor Vehicle Tagging en is een van de oudste vormen van sein- en verkeerslichtbeïnvloeding
Vierkante wielen
Wielen die door te hard remmen, meestal door gladheid van de rails, een ingesleten vlakke plaats hebben en die bij het rijden een bonkend geluid veroorzaken.
Vis-à-vis
De stoelen in een rijtuig met middengang zijn zo geplaatst dat de reizigers elkaar aankijken.
Vleugeltrein
Een afsplitsing van een deel van een trein naar een andere bestemming.
Vluchten
Treindienstleider die buiten het Automatische Rijweg Instelling om (ARI) een rijweg voor een trein inlegt om naar een perron of kopspoor te rijden, vaak in geval van calamiteiten of onregelmatigheden.
Voetplaat
De vloer van de machinistenhuis van een stoomloc of dieselloc met een (midden)cabine. Zie ook plaat.
Voeten vegen
Doorslaande aandrijfwielen van een vertrekkende loc.
Voorstadstrein
Een trein in een stedelijk gebied met veel stops die gebruikmaakt van spoorlijnen en soms ook van metrolijnen.
Voortrein
Een extra trein die hetzelfde traject rijdt en enkele minuten voor de officiële trein vertrekt. Wordt vaak bij drukte ingezet.
Voorspan
Een trein die getrokken wordt door twee of meer locs met in elke loc een eigen machinist. Wordt een dieselloc geholpen door een stoomloc dan spreekt men ook wel van gemengde tractie. Met moderne locs is treinschakeling mogelijk en is de tweede loc onbemand.
Vrijbalk
Een wit geschilderde betonnen balk die bij een wissel tussen het rechtdoorgaande- en aftakkende spoor ligt. Deze balk geeft aan tot waar een trein mag staan, zonder dat een trein vanaf het andere spoor er tegenaan kan rijden.
Vrije kruising
Een splitsing in een dubbelsporige lijn waarbij de sporenloop zo is gekozen dat er geen sporen elkaar gelijkvloers kruisen.

## W
Wachtspoor
Een spoor waarop treinen tijdelijk kunnen worden stilgezet voordat verder wordt gereden op het doorgaande spoor.
Wagen of wagon
Getrokken wagen bestemd voor goederenvervoer. In de volksmond wordt ook een rijtuig voor reizigers als wagon aangeduid.
Wagenpool
Serie rijtuigen die door verschillende maatschappijen zijn samengebracht ten behoeve van de uitvoering van een gemeenschappelijke internationale dienst.
Wielband
Dat gedeelte van een spoorwegwiel dat contact heeft met de spoorstaaf. Soms is dit een stalen band die om het wiel wordt gekrompen; slijtagedeel.
Wielstel
Twee spoorwielen en een as die samen star verbonden zijn zodat de wielen niet ten opzichte van elkaar kunnen draaien.
Wisselkloot
zie kloot.
Wisselpunt
Snijpunt van het aftakkende deel, uitgedrukt in graden, b.v. 1 graad voor hoge snelheidsovergang tot 7 graden in andere situaties.
Wisselstraat
Een aaneenschakeling van (Engelse) wissels en kruisingen waarmee diverse sporen worden verbonden.
Wisselsteller
Inrichting voor het wijzigen van de wisselstand.
Wisseltong
Deel van het wissel dat omgezet wordt van linksleidend naar rechtsleidend en vice versa.

## X Y Z
Zagen
Het op een ander spoor krijgen van materieel om door de wissels te rijden en op een keerspoor terug te gaan.
Zakspoor
Kopspoor dat binnen een perron ligt.
Zandstrooier
Dunne pijp op een tractievoertuig waarmee met behulp van perslucht of stoom zand vanuit een reservoir voor de aandrijfwielen kan worden gespoten om de adhesie tussen wiel en rail te verhogen.
Zigzag
De zijdelingse uitzwenking van de rijdraad ten opzichte van de hartlijn van het spoor; naar beide zijden.
Zijgang
Het gangpad van het rijtuig loopt aan de zijkant, het rijtuig is in coupés ingedeeld waarin de stoelen zijn opgesteld.